# Controversia de la oficina de viajes de la Casa Blanca
La Controversia de la oficina de viajes de la Casa Blanca, a veces referida como Travelgate, fue la primera mayor controversia ética de la administración Clinton. Empezó en mayo de 1993, cuando siete empleados de la oficina de viajes de la Casa Blanca fueron despedidos. Esta acción fue inusual porque a pesar de que teóricamente los empleados sirven a voluntad del presidente y pueden ser despedidos sin causa, en la práctica, dichos empleados usualmente permanecen en sus puestos por muchos años.
La Casa Blanca declaró que los despidos fueron hechos por impropiedades financieras en la operación de la Oficina de Viajes durante administraciones previas reveladas por una investigación del FBI. Los críticos sostuvieron que los despidos fueron hechos para permitir que amigos del presidente Bill Clinton y de la primera dama Hillary Rodham Clinton tomaran la agencia de viajes y que el involucramiento del FBI era injustificado. La gran atención de los medios forzó a la Casa Blanca a reintegrar a la mayoría de los empleados en otros trabajos y remover a los asociados de Clinton del rol de viajes.
Investigaciones posteriores por el FBI y el Departamento de Justicia de los Estados Unidos, la misma Casa Blanca, la Oficina General de Contabilidad, el Comité de Reformas y Supervisión de la Casa de Gobierno, y el Consejo Independiente de Whitewater tuvieron lugar en los años subsecuentes. El director de la Oficina de Viajes, Billy Dale fue acusado por desfalco pero fue declarado inocente en 1995. En 1998, el Consejero Independiente Kenneth Starr exoneró a Bill Clinton de cualquier involucramiento en el asunto.
Hillary Clinton gradualmente entró en averiguación por tener un rol central en los despidos y hacer falsas declaraciones sobre su rol en ellas. En 2000, el Consejero Independiente Robert Ray emitió su reporte final sobre Travelgate. Él no buscó cargos contra ella, diciendo que, según los hechos, ella había hecho falsas declaraciones pero no había suficiente evidencia de que sus declaraciones eran conscientemente falsas o que ella entendiera que sus declaraciones llevaron a los despidos.

## La Oficina de Viajes de la Casa Blanca

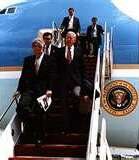
La oficina de viajes de la Casa Blanca fue responsable de que el cuerpo de prensa de la Casa Blanca fuera colocado en posición, incluso antes de aterrizar el avión presidencial a fin de obtener oportunidades para tomar fotos como esta.

La Oficina de Viajes de la Casa Blanca, conocida oficialmente como la Oficina de Viajes y Telégrafos de la Casa Blanca u Oficina de Telégrafos y Viajes de la Casa Blanca, data a la administración de Andrew Jackson y sirve para manejar arreglos de viajes para el cuerpo de Prensa de la Casa Blanca, con los gastos facturados a las organizaciones de noticias participantes.  Para el momento del inicio de la administración Clinton, se alojaba en el Antiguo edificio de la Oficina Ejecutiva, y tenía siete empleados con un presupuesto anual de $7 millones.  Los empleados servían al gusto del presidente; sin embargo, en la práctica, los empleados eran trabajadores de carrera quienes en algunos casos habían trabajado en la Oficina de Viajes desde los 60s y 70s, a través de tanto administraciones demócratas y republicanas.
El Director de la Oficina de Viajes, Billy Ray Dale, había ocupado ese cargo desde 1982, sirviendo a través de la mayoría de la administración de Reagan y de George H. W. Bush, y que había comenzado en la Oficina de Viajes desde 1961.  Para manejar los frecuentes arreglos de último minuto de viajes presidenciales y los requerimientos especiales de la prensa, Dale no llevaba a cabo la licitación pública para los servicios de viajes, pero dependía de una compañía de vuelos Chárter llamada Airline of the Americas.

## Acciones iniciales de la Casa Blanca
De acuerdo con la Casa Blanca, la entrante administración Clinton había escuchado reportes de irregularidades en la Oficina de Viajes y de posibles sobornos a un empleado de una agencia de vuelos chárter.  Ellos revisaron un análisis de KPMG que descubría que Dale mantenía un libro mayor escondido, tenía $18,000 de cheques sin reportar, y mantenía registros oficiales caóticos.  Por lo tanto, el Jefe de Gabinete de la Casa Blanca, Mack McLarty y los consejeros de la Casa Blanca decidieron despedir al personal de la Oficina de Viajes y reorganizarlo. Las terminaciones fueron hechas en concreto el 19 de mayo de 1993, por director de administración de la Casa Blanca, David Watkins.  También había un sentimiento entre la Casa Blanca y sus partidarios que la Oficina de Viajes nunca había sido investigada por los medios dada su cercana relación con los miembros del cuerpo de prensa y por los alojamientos de lujo que les patrocinaba y los favores que les hacía. (El Congreso descubriría después que en octubre de 1988, un alertador dentro de la Oficina de Viajes alegó impropiedades financieras; el consejo de la Casa Blanca Reagan investigó el reclamo pero no tomó ninguna acción.)

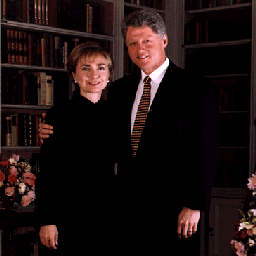
Empezando en mayo de 1993, Travelgate fue la primera mayor controversia ética de la administración Clinton, con las acciones de la primera dama Hillary Rodham Clinton volviéndose de un mayor análisis.

Los republicanos y otros críticos vieron los eventos de otra manera. Ellos alegaron que amigos del presidente Bill Clinton, incluido su prima Catherine Cornelius, habían buscado los despidos para tomar el negocio por ellos mismos.  Dale y su personal habían sido reemplazados con World Wide Travel de Little Rock, Arkansas, una compañía con reputación substancial en la industria pero con muchos lazos con los Clinton.  Adicionalmente, el productor de Hollywood, un amigo de ambos Clinton, y su socio, Darnell Martens, buscaban tener a su compañía de vuelos chárter, TRM, en el lugar de la Casa Blanca de la Airline of the Americas.  La campaña de los Clinton durante 1992, había sido el cliente exclusivo de TMR durante 1992, recolectando comisiones de vuelos chárter reservados para la campaña.  Martens quería que la Casa Blanca adjudicara a TRM un contrato de $500 000 por una auditoría de aeronave, mientras también buscaba al negocio chárter de la Oficina de viajes como intermediario que no poseía ningún avión. La atención inicialmente se enfocó en el rol del FBI, ya que desde que el 12 de mayo de 1993, una semana antes de los despidos, el consejero asociado de la Casa Blanca William Kennedy había pedido al FBI indagar en posibles impropiedades en la operación de la Oficina de Viajes. Los agentes del FBI fueron y, aunque inicialmente de mala gana, autorizaron una investigación preliminar. El Asesor Adjunto de la Casa Blanca Vince Foster se preocupó sobre los despidos y ordenó una revisión del KPMG.  La revisión comenzó el 14 de mayo y el reporte fue entregado a la Casa Blanca el 17 de mayo. KPMG fue incapaz de hacer una verdadera auditoría, porque había muy pocos archivos en la Oficina de Viajes que pudieran ser auditados y porque la oficina no usaba el sistema de partida doble con los cuales se basan las auditorias. Un representante de la KPMG posteriormente describió a la oficina como "un desorden que no era de dios en términos de archivos" con diez años de material apilados en un armario.  Cuando la revisión regresó con sus reportes de las irregularidades, Watkins siguió adelante con las terminaciones el 19 de mayo.

## Investigaciones
La oficina de viajes se volvió rápidamente la primera mayor controversia ética de la presidencia Clinton y una vergüenza para la nueva administración. Las críticas de los oponentes políticos y especialmente los medios de noticias se volvieron intensas; la Casa Blanca fue posteriormente descrita como haber estado "paralizada por una semana". El efecto fue intensificado por los noticieros de televisión de cable y la llegada del ciclo de noticias de 24 horas.  Dentro de los tres días de los despidos, la World Wide Travel voluntariamente se retiró de la operación de viajes de la Casa Blanca y fue remplazada en una base temporal por American Express Travel Services. (Después, luego de una contienda competitiva, American Express recibió el rol permanente de reservar los chárter de la prensa.)
Varias investigaciones se llevaron a cabo.

### FBI
El rol del personal de la Casa Blanca en presionar al FBI para lanzar una investigación fue intensamente criticado; el 28 de mayo de 1993, el FBI expidió un reporte diciendo que no había hecho nada malo en sus contactos con la Casa Blanca.  (Esta conclusión fue reiterada por el reporte de marzo de 1994 de la Oficina de Responsabilidad Profesional del Departamento de Justicia.)

### Reporte de Clinton de la Casa Blanca

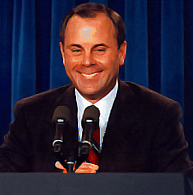
El Jefe de Gabinete de la Casa Blanca, Mack McLarty, tomó algo de la tensión temprana por Travelgate en 1993.

El 3 de julio de 1993, la Casa Blanca expidió su reporte de 80 páginas sobre los despidos, uno que el New York Times denominó "sorprendentemente autocrítico".  Coescrito por el Jefe de Gabinete de la Casa Blanca, McLarty, criticaba a cinco oficiales de la Casa Blanca, incluidos al mismo McLarty, Watkins, Kennedy, Cornelius, y otro, por despedir impropiamente a los miembros de la Oficina de Viajes, por presionar al FBI en su participación, y por permitir a amigos de los Clinton involucrarse en materia con los que ellos tenían negocios.  Mencionaba que los empleados deberían de haber sido puestos en un área administrativa. Sin embargo, la Casa Blanca dijo que no había ocurrido ninguna acción ilegal, y que ningún oficial sería despedido; esto no dejó satisfecho al Líder Minoritario del Senado Bob Dole, quien pidió una investigación independiente.  Como Jefe de Gabinete, McLarty se disculpó personalmente con los empleados despedidos de la Agencia de Viajes — a algunos de los cuales les fueron retirados durante el despido sus documentos personales y fotografías relacionadas con los años de servicio — y dijo que les daría otros trabajos  El reporte de la Casa Blanca también contenía indicaciones iniciales del involucramiento de la primera dama Hillary Rodham Clinton en los despidos, mencionando que ella había tomado un interés en la mala administración de la Oficina de Viajes y había sido informada con dos días de anticipación que los despidos se harían.  No había indicación del involucramiento del presidente Clinton, a pesar de que anteriormente él había tomado amplia responsabilidad pública por lo que había pasado.
La controversia de la oficina de viajes fue subsecuentemente juzgada por ser un factor en la depresión de Vince Foster y el 20 de julio de 1993, se suicidó. En su nota de resignación de unos días antes, él escribió "Nadie en la Casa Blanca, en mi experiencia, violó alguna ley o estándar de conducta, incluyendo cualquier acción en la Oficina de Viajes. No había un intento de beneficiar a algún individuo o grupo en específico [...] La prensa está cubriendo los beneficios ilegales que recibieron del personal de la oficina".  (En esta última parte, Foster tal vez se estaba refiriendo a los tratamientos aduaneros poco exigentes por la Oficina de Viajes de los bienes traídos por reporteros de viajes al extranjeros.)

### Reporte de la Oficina General de Contaduría
En julio de 1993, el Congreso pidió a la apartidista Oficina General de Contaduría (GAO por sus siglas en inglés) investigar los despidos; el 2 de mayo de 1994, la GAO concluyó que la Casa Blanca sí tenía autoridad legal para despedir a los empleados de la Oficina de Viajes sin causa, porque sirven al gusto del presidente.  Sin embargo, también concluyó que Cornelius, Thomason, y Martens, quienes tenían intereses de negocios potenciales involucrados, posiblemente influenciaron la decisión.  Por otra parte, el reporte de la GAO indicó que la primera dama Hillary Clinton jugó un rol mayor que el pensado anteriormente a los despidos, con Watkins diciendo que a ella le urgía que "esa acción fuera tomada para tener a 'nuestra gente' dentro de la oficina de viajes."  La primera dama, que había dado un juramento escrito a la investigación, dice que ella "no recuerda esta conversación con el mismo nivel de detalle que el Sr. Watkins."

### Inician las investigaciones del Consejo Independiente
El fiscal especial Robert B. Fiske investigó los eventos de la oficina de viajes durante la primera mitad de 1994, como parte de la investigación de las circunstancias que rodeaban la muerte de Foster.
En agosto de 1994, el Consejero Independiente Kenneth Starr tomó desde Fiske en la investigación de Whitewater, Foster, e indirectamente el asunto de la oficina de viajes.  El 22 de julio de 1995, Hillary Clinton dio una declaración bajo juramento al Consejo Independiente que trataba cuestionamientos de la oficina de viajes; ella negó haber tenido un rol en los despidos, pero fue incapaz de recordad muchas especificaciones de las conversaciones con Foster y Watkins.

### La investigación del Comité de Supervisión comienza

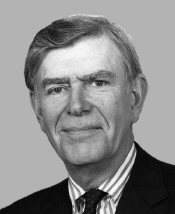
Comité de Supervisión y Reforma de Gobierno del Congresista Republicano Bill Clinger investigó Travelgate durante 1994 y 1995.

Al final de 1994, después de las elecciones del Congreso de 1994 que cambiaron al Congreso de control Demócrata a Republicano, el Comité de Supervisión y Reforma Gubernamental, encabezado por el Republicano de Pensilvania William Clinger, lanzó una investigación de los despidos de la Oficina de Viajes de la Casa Blanca. En octubre de 1995, comenzó audiencias en el asunto; Clinger pronto acusó a la Casa Blanca de retener documentos pertinentes y buscó citaciones para obligar a los testigos a comparecer.

### Investigaciones privadas
No todas las investigaciones fueron por organismos del gobierno. La revista de ala derecha anti-Clinton The American Spectator se enfocó en la historia deTravelgate, como lo haría por muchos otros asuntos relacionados con Clinton que creía escandalosos, describiéndola como "una historia sobre tráfico de influencias y tratos sórdidos... en la Casa Blanca de Clinton". El publicador del Spectator R. Emmett Tyrrell, Jr. declararía que las historias de Travelgate de la revista proveían material útil para las investigaciones del Congreso.  En general, las controversias de la administración Clinton como Travelgate permitían a las revistas de opinión y shows televisivos hacer debates para atraer suscriptores y lectores.

## Procesamiento y absolución de Billy Dale
Mientras tanto, el anterior Director de la Oficina de Viajes Billy Dale fue acusado por un gran jurado federal el 7 de diciembre de 1994, por dos cargos desfalco y apropiación indebida, acusado por depositar erróneamente $68,000 en cheques en su propia cuenta bancaria de organizaciones de medios de comunicación que viajaban con el presidente durante el periodo entre 1988 y 1991.  El encaraba 20 años en prisión si era condenado.  Los abogados de Dale admitieron que los fondos habían sido mezclados, pero declararon que Dale no había robado nada, sino que usó el dinero para propinas sustanciales y los pagos que el trabajo requería, especialmente en países extranjeros, y que todo lo que quedaba se utilizó  como descuento en futuros viajes.
En el juicio de 13 días en octubre y noviembre de 1995, periodistas prominentes como Sam Donaldson de la ABC News y Jack Nelson de The Los Angeles Times' testificaron en carácter de testigos del lado de Dale. Gran parte del juicio se enfocó en los detalles del movimiento de los fondos de la Oficina de Viajes a la cuenta personal de Dale, y no en los trasfondos políticos del caso.  El jurado deliberó en menos de dos horas antes de absolver a Dale por ambos cargos el 16 de noviembre de 1995.

## Un memorándum sale a la luz con respecto a Hillary Clinton
El 5 de enero de 1996, un nuevo desarrollo empujó al asunto de la Oficina de Viajes de nuevo a primer plano. Un memorándum de dos años antes del director de administración de la Casa Blanca, David Watkins, salió a la luz que identifica a la primera dama Hillary Rodham Clinton como la fuerza motivadora detrás de los despidos, con el involucramiento adicional de Vince Foster y Harry Thomason. "Foster regularmente me informaba que la primera dama estaba consciente y deseaba acción. La acción deseada era el despido del personal de la Oficina de Viajes."  Escrito en otoño de 1993, aparentemente dedicado a McLarty, el memorándum de Watkins también decía "nosotros dos sabemos que habrá un infierno que pagar "si" fallamos en tomar una rápida y decisiva acción conforme con los deseos de la primera dama."  Este memorándum contradecía las declaraciones previas de la primera dama en la investigación de la GAO, de que ella no había tenido algún rol en los despidos y que no había consultado con Thomason de antemano; la Casa Blanca también encontró difícil de explicar por qué el memorándum salió a la luz tan tarde cuando todas las investigaciones previas habían pedido todo el material relevante.  El jefe del comité de la Casa Clinger acusó que un encubrimiento estaba teniendo lugar y prometió perseguir nuevo material.

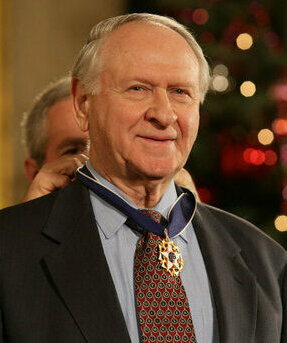
El columnista del New York Times William Safire apoyó a Bill Clinton en 1992, pero para 1996 él era crítico más famoso de Hillary Clinton y su nariz un objetivo metafórico de la ira de Bill Clinton.

Estos desarrollos, después de las declaraciones previas de Hillary Clinton sobre su contrato de futuras ganancias y Whitewater, llevaron a un intercambio famoso en donde el columnista de alto perfil del New York Times William Safire, quien había endosado a Bill Clinton en las elecciones previas, escribió que muchos americanos vendrían a la "triste comprensión de que nuestra primera dama—una mujer de indudables talentos quien tiene un rol modelo para muchos en su generación—es una mentirosa congénita," seguido por el Secretario de Prensa de la Casa Blanca, Mike McCurry diciendo que "el presidente, si no hubiera sido el presidente hubiera dado una respuesta más fuerte a eso—en el puente de la nariz de Safire."
Como resultado del descubrimiento del memorándum de Watkins, y basado en una sugerencia de la Oficina del Consejo, el 20 de marzo de 1996, el abogado general Janet Reno pidió que el Consejero Independiente de Whitewater Kenneth Starr expandiera su investigación para específicamente incluir el caso de la oficina de viajes, en particular las declaraciones que los empleados de la Casa Blanca habían mentido sobre el rol de Hillary Clinton en los despidos, y que David Watkins o Hillary Clinton habían hecho falsas declaraciones en el testimonio previo al GAO, el Congreso, o el Consejo Independiente.
La investigación del Congreso continuó; el 21 de marzo de 1996, Hillary Clinton expidió testimonio bajo juramento al Comité de Supervisión y Reforma de Gobierno, otra vez reconociendo la preocupación sobre irregularidades en la Oficina de Viajes pero negando un rol directo en los despidos y expresando una falta de recuerdos a un número de preguntas.  Una batalla de deseos tomó lugar entre las ramas legislativas y ejecutivas. El 9 de mayo de 1996, el presidente Clinton rehusó entregar documentos adicionales relacionados con el asunto, alegando privilegio ejecutivo.  El jefe de comité del Congreso, Clinger, amenazó con una rebelión del Congreso contra el presidente, y la Casa Blanca parcialmente se rindió entregando 1,000 de los 3,000 documentos que el comité solicitó, el 30 de mayo.
Mientras tanto, los siete empleados despedidos regresaron al cuadro. En marzo de 1996 el Congreso votó 350–43 para reembolsarlos por sus gastos legales; en septiembre de 1996, el senador demócrata Harry Reid encabezó un intento sin éxito de bloquear esta medida. En mayo de 1996, los siete presentaron una demanda contra Harry Thomason y Darnell Martens de $35 millones alegando interferencia ilegal con su trabajo y angustia emocional.
El 5 de junio de 1996, Clinger anunció que las investigaciones del comité descubrieron que la Casa Blanca había solicitado acceso al reporte de antecedentes del FBI de Billy Dale siete meses después de los despidos, en el que Clinger dijo que era un esfuerzo indebido para justificar los despidos.  Fue rápidamente descubierto que la Casa Blanca había tenido adicionalmente acceso indebido a cientos de reportes del FBI, muchos de exempleados de la Casa Blanca en administraciones republicanas; por lo que nació la Controversia Filegate.
El senador Al D'Amato-cabeza el Comité Especial de Senado Whitewater, que había empezado el año anterior, lanzó sus descubrimientos en un informe de mayoría el 18 de junio de 1996; no investigaba a Travelgate directamente, pero sí decía que "[Hillary] Clinton, al enterarse de la muerte [ Vince ] Foster, al menos se dio cuenta de su relación con el escándalo Travelgate , y tal vez con el asunto Whitewater, y envió a sus lugartenientes de confianza para contener cualquier vergüenza potencial o daño político."  Los miembros de la Minoría Democrática del Comité ridiculizaron estos hallazgos como "una parodia legislativa", "una caza de brujas," y un juego político."
El Comité de Supervisión y Reforma de Gobierno lanzó su reporte de mayoría el 18 de septiembre de 1996, en el que acusaba a la administración Clinton de haber obstruido los esfuerzos del comité para investigar el escándalo Travelgate.  Describió a Bill Clinton como gravemente involucrado en el asunto de la oficina de viajes, más que cualquier otra investigación. Los títulos de los capítulos del reporte eran fuertes: "La Casa Blanca Obstruye Todas las Investigaciones en los Despidos de la Oficina de Viajes de la Casa Blanca y Asuntos Relacionados", "La Casa Blanca inicia una Campaña de Escala Completa de Desinformación de las Consecuencias de los Despidos de la Oficina de Viajes y el Presidente Clinton Encabeza la Campaña de Desinformación desde los Primeros Días del Debacle Travelgate", "La Muerte de Foster Rompió una Apenas Recuperada Casa Blanca de una Administración Abismal de los Primeros 6 Meses", etcétera.  Miembros demócratas del Comité se salieron en protesta hacia el reporte, con un miembro destacado Henry Waxman llamándolo "una vergüenza para ti [Jefe Clinger], este comité y este Congreso" y "una calumnia de campaña groseramente partidista contra el presidente Clinton, la Sra. Clinton y esta administración."  Al mes siguiente reenvió el reporte, junto con uno sobre Filegate, el Consejo Independiente, sugiriendo que el testimonio de varios testigos fuera evaluado por perjurio y obstrucción de la justicia. Los demócratas dijeron que esto estaba políticamente motivado en un intento de influenciar la Elecciones presidenciales de Estados Unidos de 1996.

## Hallazgos del Consejo Independiente

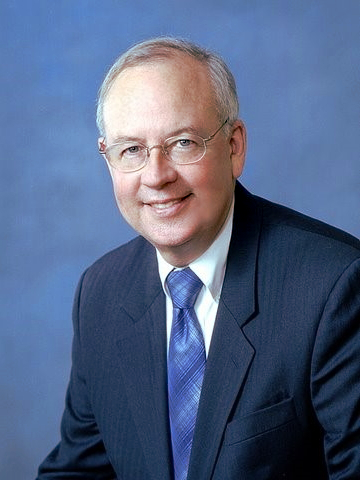
El Consejero Independiente Kenneth Starr exoneró al presidente Clinton con respecto a Travelgate, pero no a la primera dama, al final de 1998.

Casi a dos años pasados, el Consejero Independiente Starr continuó su investigación.  Starr deseaba acceso a notas que el abogado de Vince Foster tomó en una conversación con Foster sobre el asunto de la oficina de viajes poco antes del suicidio de Foster, pero el 25 de junio de 1998, la Corte Suprema de los Estados Unidos ganó 6–3 contra Starr en Swidler & Berlin v., declarando que el privilegio abogado-cliente se extiende más allá de la tumba.  En septiembre de 1998 el Consejero Independiente Starr emitió el famoso reporte Starr, relativo a ofensas que tal vez fueron cometidas por el presidente Clinton como parte del escándalo Lewinsky. No mencionaba el asunto de la oficina de viajes.
El 19 de noviembre de 1998, Starr testificó ante el Comité Judicial del Congreso en relación con la absolución de Bill Clinton sobre cargos relacionados con el escándalo Lewinsky. Aquí, por primera vez, Starr exoneró al presidente Clinton de complicidad en el asunto de la oficina de viajes, diciendo que mientras las investigaciones no estaban completas, "el presidente no estaba involucrado en nuestra...investigación."  (Starr también eligió esta ocasión para limpiar al presidente Clinton en el asunto Filegate, y para decir que él no había cometido una fechoría acusable en el asunto Whitewater; demócratas en el comité criticaron inmediatamente a Starr por retener estos descubrimientos hasta después de las elecciones del Congreso de 1998.)
Starr explícitamente no exoneró a Hillary Clinton, sin embargo; su caso se mantuvo pendiente. Más tiempo pasó. Para el 2000, ella era candidata para la senaduría de Nueva York, y Starr había sido reemplazado como Consejero Independiente por el fiscal Robert Ray, quien alguna vez trabajó para Rudy Giuliani, el en ese entonces oponente de Clinton en la carrera del Senado.  Independientemente, Ray juró que su investigación no tendría "efecto adverso en el proceso político."  Ray estaba determinado en liar el caso antes del término de Bill Clinton.
El 23 de junio de 2000, el suspenso acabó cuando Ray emitió el reporte final del Consejo Independiente en la cuestión de la agencia de viajes bajo sello al panel judicial a cargo de la investigación, y públicamente anunció que no buscaría cargos criminales contra Hillary Clinton.  Sin embargo, Ray dijo que ella había, contrario a sus declaraciones, "influenciado al final" la decisión de despedir a los trabajadores.  No obstante, "la evidencia es insuficiente para probar ante un jurado más allá de una duda razonable que cualquiera de las declaraciones y testimonio de la Sra. Clinton relacionados con su involucramiento en los despidos de la oficina de viajes era a sabiendas falsos," y por lo tanto la enjuiciamiento fue declinado.  El secretario de prensa de la Casa Blanca Joe Lockhart crítica de la declaración de Ray: "Por caracterizar inapropiadamente los resultados de un reporte sellado legalmente a través de insinuación, la Oficina de Consejo Independiente the Office of Independent Counsel ha politizado promover una investigación que se ha prolongado demasiado tiempo."
El reporte completo de 243 páginas de Ray fue revelado y hecho público el 18 de octubre de 2000, tres semanas después de la elección del Senado. Confirmaba que ni Hillary Clinton ni David Watkins serían procesados. Incluía algún detalle nuevo, incluyendo un en tanto infundado reclamó de un amigo de Watkins diciendo que la primera dama había dicho a Watkins a "despedir a los hijos de perra."  Ray citó ocho conversaciones separadas entre la primera dama y el jefe de personal y concluía: "La entrada de la Sra. Clinton al proceso fue significativo, si no el factor decisivo influenciando el acontecer de los eventos en los despidos de la Oficina de Viajes y la decisión final de despedir a los empleado." Por otra parte, Ray determinó que Hillary Clinton había dado "objetivamente falso" testimonio cuando fue interrogado por la GAO, el Consejo Independiente, y el Congreso sobre los despidos de la oficina de viajes, pero reiteraba que "la evidencia era insuficiente para probar más allá de una duda razonable" que ella sabía que las declaraciones era falsas o entendía que ellas posiblemente originaron los despidos.
Reacciones inmediatas al reporte diferían. David E. Kendall, el abogado de Hillary Clinton, decía que las palabras de Ray eran "sumamente injustas y erróneas" y que las conclusiones de Ray eran inconsistentes, que la evidencia relacionada con su inocencia había sido enterrada en el documento, y que el reporte confirmaba que sus miedos sobre impropiedades financieras en la Oficina de Viajes estaban garantizadas.
Por otra parte, Bill Powers, jefe del Comité Estatal Republicano de Nueva York, dijo que el reporte "una vez más nos cuestiona" la credibilidad de Clinton, y el congresista Rick Lazio, su oponente Republicano en la elección del Senado, dijo "Nosotros creemos que el carácter cuenta en el servicio público." El columnista del New York Times, Safire, actualizó su descripción de Hillary Clinton a "prevaricadora habitual", mencionando que "la evidencia que ella ha estado mintiendo todo este tiempo se está hundiendo" y comparando su lado oscuro al de Richard Nixon, en cuya Casa Blanca una vez había trabajado.
A pesar de todo, tras 7½ años, Travelgate finalmente estaba terminada.

## Legado
En las consecuencias legales, Swidler & Berlin v. United States se convirtió en una importante decisión de la Corte Suprema.  La extensión, gastos, y resultados del Travelgate y las otras investigaciones agrupadas bajo el paraguas de Whitewater volvieron a mucho del público contra el mecanismo del Consejo Independiente.  Como tal, la ley del Consejo Independiente expiró en 1999, con críticos diciendo que costó demasiado con muy pocos resultados; incluso Kenneth Starr favoreció la desaparición de la ley.
Las opiniones diferirían sobre el legado del asunto. Algunos coinciden con Safire, quien dijo que Hillary Cltinon era "una jugadora de poder vengativa que usó al FBI para arruinar las vidas de personas paradas en el camino de jugoso patronazgo."  La comentadora conservadora Barbara Olson titularía a su nada halagador libro de 199 Hell to Pay: The Unfolding Story of Hillary Rodham Clinton (Infierno a pagar: La historia revelada de Hillary Clinton), en referencia a la frase del Travelgate de Clinton. Sin embargo, esto tuvo poco efecto en la carrera de Hillary Clinton, ya que ganó las elecciones de 2000 del Senado, ganó la reelección en 2006, se volvió una fuerte contendiente en la nominación del Partido Demócrata en la elección presidencial de 2008, y sirvió como Secretaria de Estado de los Estados Unidos  de 2009 a 2013.
Bill Clinton posteriormente describió las acusaciones como "un fraude", mientras que en su autobiografía de 2003 Hillary Clinton dio una corta confesión al asunto, nunca mencionando a Billy Dale por nombre y diciendo que "'Travelgate'... fue tal vez digno de una duración de vida de dos o tres semanas; en cambio, en un clima político partidista, se convirtió en la primera manifestación de una obsesión para la investigación que persistió en el próximo milenio."  Muchos en el círculo interno de Clinton siempre creerán que las motivaciones políticas han estado tras investigación, incluyendo un intento de descarrilar el rol de Clinton en el Plan de Reforma de Salud de 1993.  Pero el consejero asociado de la Casa Blanca William Kennedy también reflexionaría más tarde que algo de esto era solo "odio puro palpable de los Clinton. Comenzó y nunca renunció."